# Parparean III
Parparean III is een bestuurslaag in het regentschap Toba Samosir van de provincie Noord-Sumatra, Indonesië. Parparean III telt 1084 inwoners (volkstelling 2010).